# Prachuap Khiri Khan (tỉnh)
Prachuap Khiri Khan (tiếng Thái: ประจวบคีรีขันธ์, phiên âm: Bơ-ra-chuốp Khi-ri Khan) là một tỉnh (changwat) của Thái Lan. Các tỉnh xung quanh là: Phetchaburi về phía Bắc và Chumphon về phía Nam. Phía Tây giáp vùng hành chính Tanintharyi của Myanmar.

## Địa lý
Tỉnh này nằm trên bán đảo Malay, trên Kra Isthmus, nơi dải đất hẹp - hẹp nhất Thái Lan. Tỉnh này có các bãi biển đẹp nằm dọc theo vịnh Thái Lan, trong đó đáng kể là bãi Hua Hin, là nơi nghỉ mát từ thời vua Prajadhipok (Rama VII) đã cho xây một cung mùa hè ở đây. Từ bờ biển, độ cao tăng lên tạo thành dãy núi là biên giới tự nhiên với Myanma, nơi cao nhất là 1494 m Khao Luang. Do đó, các sông ở tỉnh này đều nhỏ, chỉ có sông sông Pran Buri ở phía Bắc của tỉnh là tương đối lớn.
Vườn quốc gia Khao Sam Roi Yot được lập năm 1966 để bảo vệ vùng đầm lầy nước ngọt lơn nhất Thái Lan, nơi có nhiều cây đước, sú, vẹt. Phần lớn đầm lầy là các vuông tôm dù đây là vườn quốc gia.

## Lịch sử
Thành Prachuap Khiri Khan được tái xây dựng năm 1845, sau khi nó bị bỏ hoang trong thời kỳ sụp đổ của Vương quốc Ayutthaya năm 1767.
Vua Mongkut gộp 3 thành, Bang Nangrom, Kui Buri và Khlong Wan và đặt tên là tỉnh Prachuap Khiri Khan. Đồng thời, ông đổi tên tỉnh Koh Kong, thành đối diện tọa lạc ở phía Đông của vịnh Thái Lan là Prachanta Khiri Khet. Ngày nay, Koh Kong là một tỉnh của Campuchia.
Năm 1868 vua Mongkut đã mời nhiều vị khách đến ngắm nhật thực ngày 18/9. Ông là người đam mê khoa học và đã chọn đài quan sát ở gần đầm lầy Sam Roi Yot nơi ông bị nhiễm sốt rét và mất hai tuần sau đó. Trong đệ nhị thế chiến, quân Nhật Bản chiếm Thái Lan. Ngày 8/12/1941, đội quân này đã cập bờ gần thành Prachuap Khiri Khan. Sau một ngày quân đội hai nước giao tranh quân Thái đầu hàng và để cho Nhật Bản sử dụng Thái Lan làm căn cứ hành quân chiến tranh của Nhật Bản.

## Biểu tượng
|  | Con dấu của tỉnh là tháp Kuha Karuhas, được xây dựng khi vua Chulalongkorn (Rama V) thăm Động Praya Nakorn (King Amphoe Sam Roi Yot). Phía sau tháp là đảo Ko Lak ở vịnh Prachuap, trung tâm hành chính lịch sử. Cây và hoa biểu tượng của tỉnh là rayan hay manilkara (Manilkara hexandra). |

## Hành chính
Tỉnh này có 8 huyện (amphoe). Các huyện được chia thành 48 xã (tambon) và 388 ấp (thôn, làng, buôn, sóc, bản, mường) (muban).
| 1. Mueang Prachuap Khiri Khan 2. Kui Buri 3. Thap Sakae 4. Bang Saphan | 1. Bang Saphan Noi 2. Pran Buri 3. Hua Hin 4. Sam Roi Yot |